# Peucedanum polymorphum
Peucedanum polymorphum är en flockblommig växtart som beskrevs av Mariano Lagasca y Segura och Robert Sweet. Peucedanum polymorphum ingår i släktet siljor, och familjen flockblommiga växter. Inga underarter finns listade i Catalogue of Life.